# František Janeček (mérnök)
František Janeček (Klášter nad Dědinou, 1878. január 23. – Prága, 1941. június 4.) cseh mérnök és iparos, a Jawa motorkerékpárgyár alapítója.

## Életrajza
Az Osztrák–Magyar Monarchiához tartozó Bohémiai Királyságban, Klášter nad Dědinouban született 1878-ban. Apja, Josef Janeček gazdálkodó volt, majd községi polgármester. A Prágai Műszaki Főiskolán tanult mechanikát, majd Németországba, Berlinbe ment tanulni.
Tanulmányai végeztével visszatért Csehországba és Prágában, Emil Kolben gépgyárában kezdett el dolgozni. Még csak 23 éves volt, amikor a Kolben cég hollandiai üzemének vezetésével bízták meg. Ott ismerkedett meg későbbi feleségével is. Kerékpárral közlekedve elütötte egy autó. Janečeknek az autó tulajdonosának a lánya nyújtott elsősegélyt, akivel később barátság alakult ki, majd összeházasodtak.
1906-ban, 31 évesen elhagyta a Kolben céget. Először holland tolmácsként és fordítóként dolgozott, majd hamarosan saját gépipari vállalkozást indított Prágában. A következő években cége több kísérleti eszközt készített és számos szabadalmat is szerzett. Közülük legsikeresebb egy hangrögzítő berendezés volt. Janeček szívesen utazott, miközben Nyugat-Európában az új technológiákat és üzemszervezési eljárásokat is tanulmányozta.
Egy érdekes újítása volt a pneumograf nevű szerkezet, amely napjaink kijelzőtábláinak előfutára volt. A sűrített levegővel működtetett szerkezet különböző fekete-fehér ábrákat volt képes megjeleníteni. Egy ilyen pneumograf reklámtáblát Prágában állítottak üzembe. A reklámtábla elterjedését az első világháború kitörése akadályozta meg.
Az első világháború alatt Janeček az olasz fronton szolgált. Ez idő alatt is több újítást dolgozott ki. Többek között a 21-es mintájú kézigránátot (RG vz. 21), amely Janeček becenéven később a Csehszlovák Hadsereg alapvető kézigránátja lett, melyet az ő prágai fegyvergyárában készítettek. (támadó és védő változatát is gyártották. 1921-ben társtulajdonosként csatlakozott a Mnichovo Hradištěben működő Kohutek és társa (Kohutek a spol.) céghez, amely szerszámokat és egyéb fém eszközöket készített.
Az 1920-as években, a világháború után csökkent a kereslet a fegyverek iránt. Emiatt Janecek 1927-ben egyik fegyvergyárából motorkerékpárgyárat alakított ki. Az új gyárban nem saját fejlesztésű járművet készített, hanem a német Wanderer motorkerékpárt megvásárolva annak egy 498 cm³-is modelljét kezdte el gyártani. A cég a Janeček és a Wanderer nevekből összevont Jawa nevet vette fel. 
Kezdetben licenc alapján gyártotta a motorkerékpárokat a fegyverek mellett. Janečeknek sikerült megnyernie George William Patchett, korának ismert motorkerékpár-tervezője. A következő években a Jawa márka számos sikeres modelljét készítették el együtt. Az 1930-as években a brit Villers cég kétütemű motorjait felhasználja kisebb modelleket is gyártani kezdett, valamint bevezetett egy 350 cm³-es négyütemű, közepes teljesítményű motorcsaládot is.

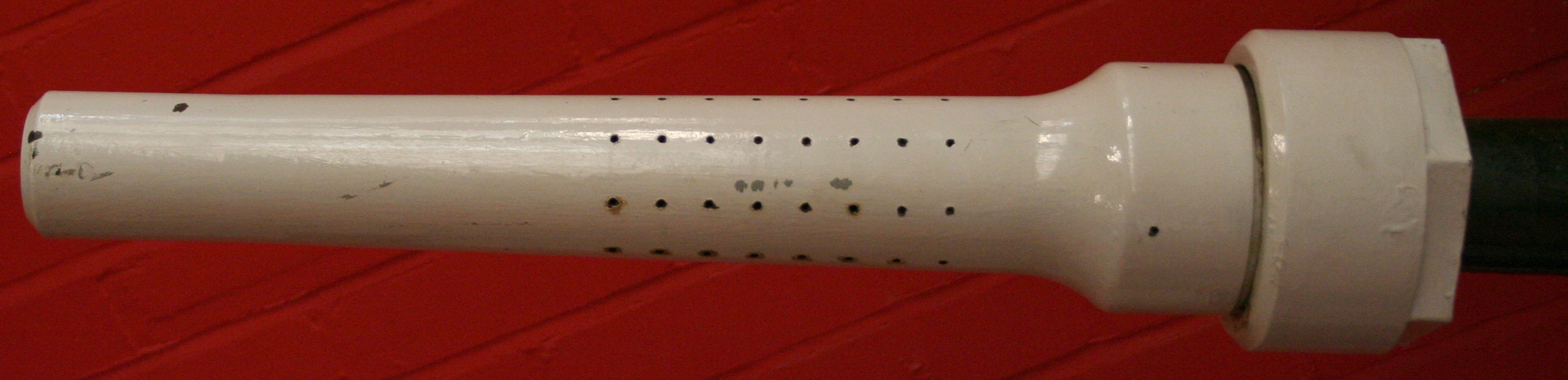
Littlejohn lövegcső-adapter

Az 1930-as években, vélhetően német hatásra foglalkozni kezdett a kúpos furatú lövegekkel. A Németországban kifejlesztett lövegtípusnál a lövegcső a csőszáj irányába folyamatosan szűkül. Az ilyen lövegcsőhöz szoknyás lövedéket alkalmaztak. A  szűkülő csőfurat a llövegcsőben végighaladó övedék szoknyáját összepréselte, így a lövegből kisebb kaliberű lövedék lépett ki (ez lényegében a leválóköpenyű nyíllövedékek előfutára volt). Ezzel a megoldással nagyobb csőtorkolati sebességet és laposabb röppályát lehetett elérni, ami pontosabb célzást és nagyobb páncélátütést eredményezett. Janeček 1939-ben eljuttatta Angliába az általa kidolgozott csőszűkítő toldat dokumentációját. Kezdetben nem volt érdeklődés iránta, de a kúpos furatú lövegek terén elért német sikereket látva Nagy-Britanniában is elkezdték a kifejlesztését Janeček tervei alapján. Először a brit hatfontos ágyúhoz használtak ilyen csőszűkítő toldatot. Ezt Janeček nevének szó szerint angol fordítása után Littlejohn adapternek nevezték el.
A német megszállás alatt a német hatóságok Janeček cégét repülőgépmotorok és generátorok gyártására kötelezték. Janeček emellett titokban tovább folytatta a motorkerékpárok fejlesztését is. A háború után elkezdték az ekkor kidolgozott motorkerékpár-modellek gyártását. Janeček azonban ezt már nem érhette meg, 1941. június 4-én, 63 éves korában elhunyt. A céget fia, Karel Janeček vitte tovább.